# LAN哥倫比亞航空8250號班機空難
LAN哥伦比亚航空8250号班机是一个国内定期客运航班，于2010年8月16日在哥伦比亚圣安德列斯坠毁，导致乘客加機組員共131名中有119人受傷，2人遇难。这是第二起涉及波音737-700的致命事故。
2010年8月16日，LAN哥倫比亞航空8250號班機原定從哥倫比亞波哥大埃爾多拉多國際機場飛往聖安德列斯格斯塔沃·羅傑斯·屏尼拉國際機場，在降落時高度過低，進而直接撞上地面。機上125名乘客和6名機組人員中，導致2名乘客死亡。後經調查認為機組在轉換機型時訓練不足，機長在當天降落時又使用駕駛螺旋槳飛機的舊習慣(對準跑道頭)而忽略跑道降落燈的指示，加上當天的大雷雨使機長出現"黑洞"幻覺，未注意飛機高度過低，進而使飛機墜毀。